# Euchalcia emichi
Euchalcia emichi is een vlinder uit de familie uilen (Noctuidae). De wetenschappelijke naam is voor het eerst geldig gepubliceerd in 1873 door Rogenhofer & Mann.
De soort komt voor in Europa.